# Скопинская епархия
Скопи́нская епа́рхия — епархия Русской православной церкви, объединяющая приходы и монастыри в южной части Рязанской области (в границах Кораблинского, Милославского, Александро-Невского, Путятинского, Ряжского, Сапожского, Сараевского, Скопинского, Ухоловского и Шацкого районов). Входит в состав Рязанской митрополии.

## История
В 1926—1936 годах существовало Скопинское викариатство Рязанской епархии.
Самостоятельная Скопинская епархия образована 5 октября 2011 года выделением её территории из состава Рязанской епархии.
6 октября 2011 года Скопинская епархия была включена в состав новообразованной Рязанской митрополии. Сретенский храм города Скопина получил статус кафедрального собора.

## Епископы
Скопинское викариатство Рязанской епархии
- 1926 — Смарагд (Яблонев) уклонился в григорианство
- 2 ноября 1928 — 13 июля 1930 — Авраамий (Чурилин)
- 3 февраля 1933 — 17 сентября 1935 — Игнатий (Садковский)
- 8 сентября — 7 октября 1935 — Александр (Торопов)
- 7 октября 1935 — 5 марта 1936 — Игнатий (Садковский)
- 5 марта 1936—1936 — Димитрий (Поспелов)

Скопинская епархия
- 15 октября 2011 — 2 декабря 2011 — Павел (Пономарёв) в/у, митрополит Рязанский
- 2 декабря 2011 — 30 мая 2014 — Владимир (Самохин)
- 30 мая 2014 — 22 октября 2015 — Вениамин (Зарицкий) в/у, митрополит Рязанский
- 22 октября 2015 — 15 ноября 2015 — Марк (Головков) в/у, митрополит Рязанский
- 15 ноября 2015 — 19 августа 2017 — Матфей (Андреев) с 29 июля 2017 год — в/у, епископ Богородский
- 19 августа 2017 — 25 августа 2020 — Феодорит (Тихонов)
- c 25 августа 2020 — Питирим (Творогов)

## Благочиния
Епархия разделена на 11 церковных округов (По состоянию на октябрь 2022 года[значимость факта?]):
- 1-е Скопинское благочиние
- 2-е Скопинское благочиние
- Александро-Невское благочиние
- Кораблинское благочиние
- Милославское благочиние
- Путятинское благочиние
- Ряжское благочиние
- Сапожковское благочиние
- Сараевское благочиние
- Шацкое благочиние
- Ухоловское благочиние

## Монастыри
Мужские
- Скопинский Димитриевский монастырь в селе Дмитриево Скопинского района
- Николо-Бавыкинский монастырь в посёлке Заря Свободы Сараевского района
- Николо-Чернеевский монастырь в селе Старочернеево Шацкого района
- Свято-Духов монастырь в Скопине

Женские
- Вышенский Успенский монастырь в посёлке Выша Шацкого района
- Покровский монастырь в селе Шаморга Шацкого района